# 櫻島
櫻島（日语：／ Sakura-jima）為位於日本九州鹿兒島灣中持續活跃中的火山島，面積約77平方公里，是鹿兒島縣的代表地標，現被劃入霧島錦江湾国立公園的範圍。
櫻島是一座複式火山，其頂峰有北岳、中岳、和現在仍然活躍中的南岳三座山峰，其中北岳是櫻島的最高峰，海拔高達1,117米（3,665英尺）。
至今島上的火山活動仍在繼續，由於其火山口距離有60萬人居住的鹿兒島市市區僅8公里的距離，被國際火山學與地球內部化學協會列為「十年火山」之一。

## 地理

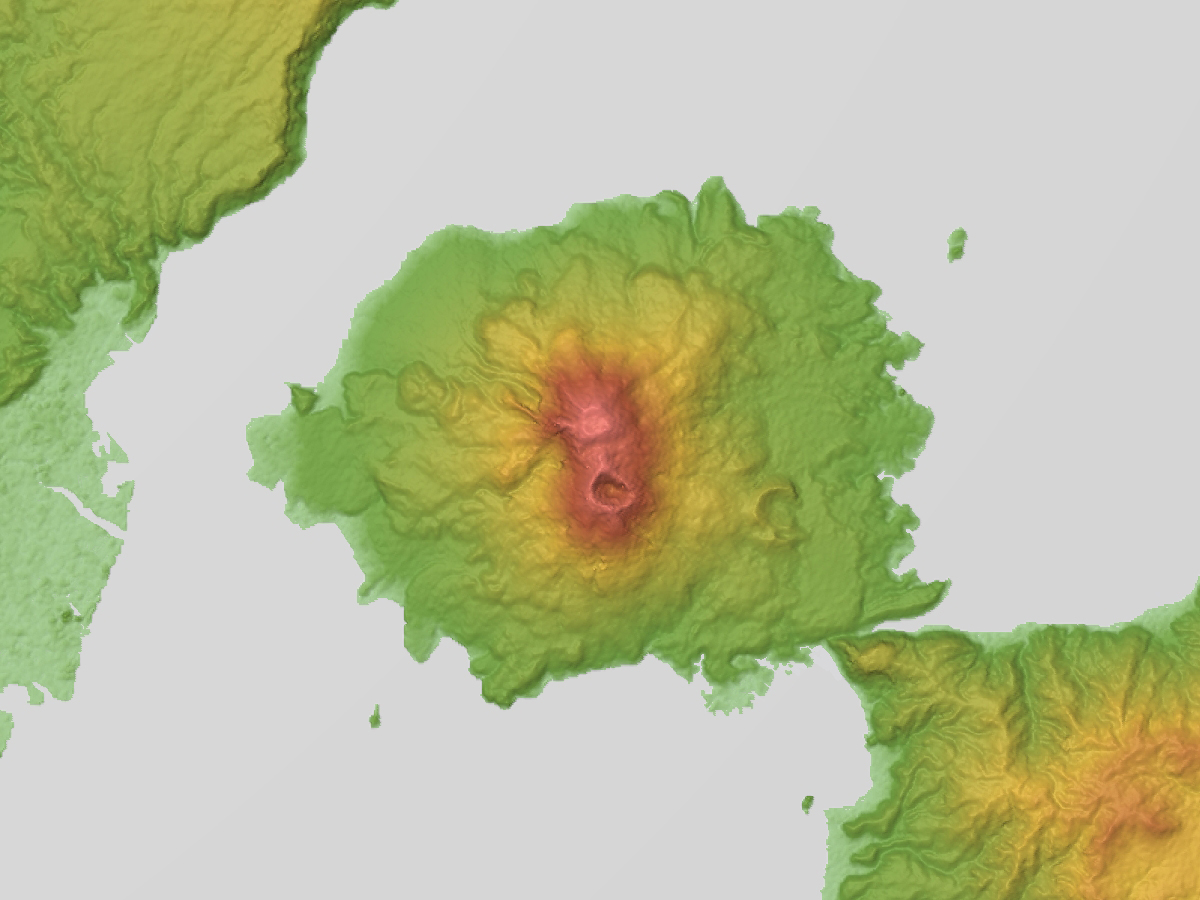
櫻島地形圖

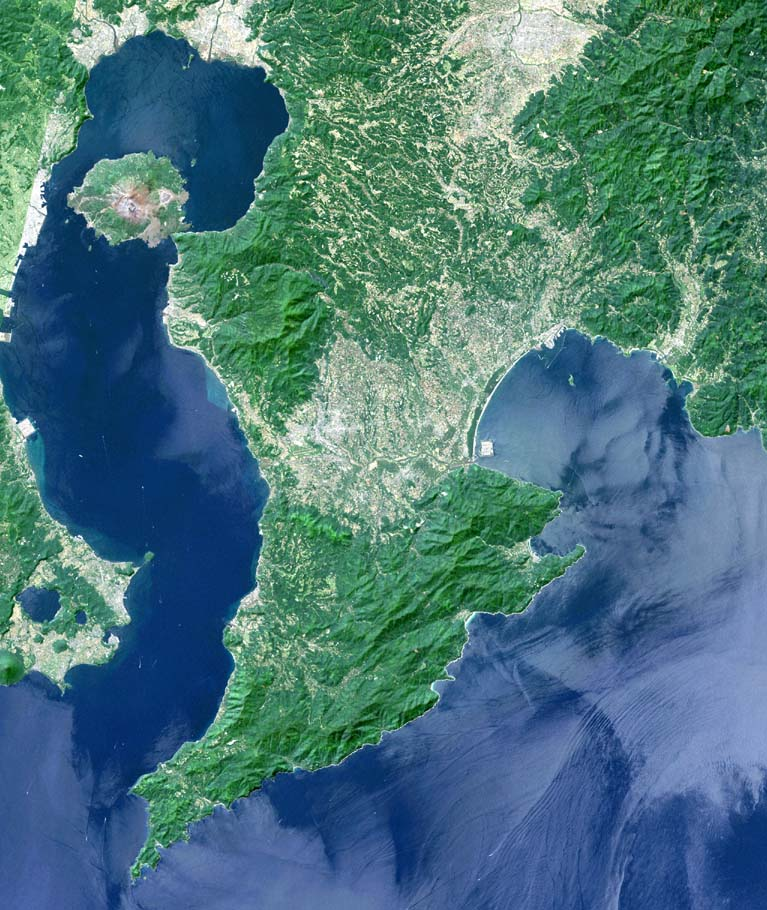
櫻島在鹿兒島灣裡的位置

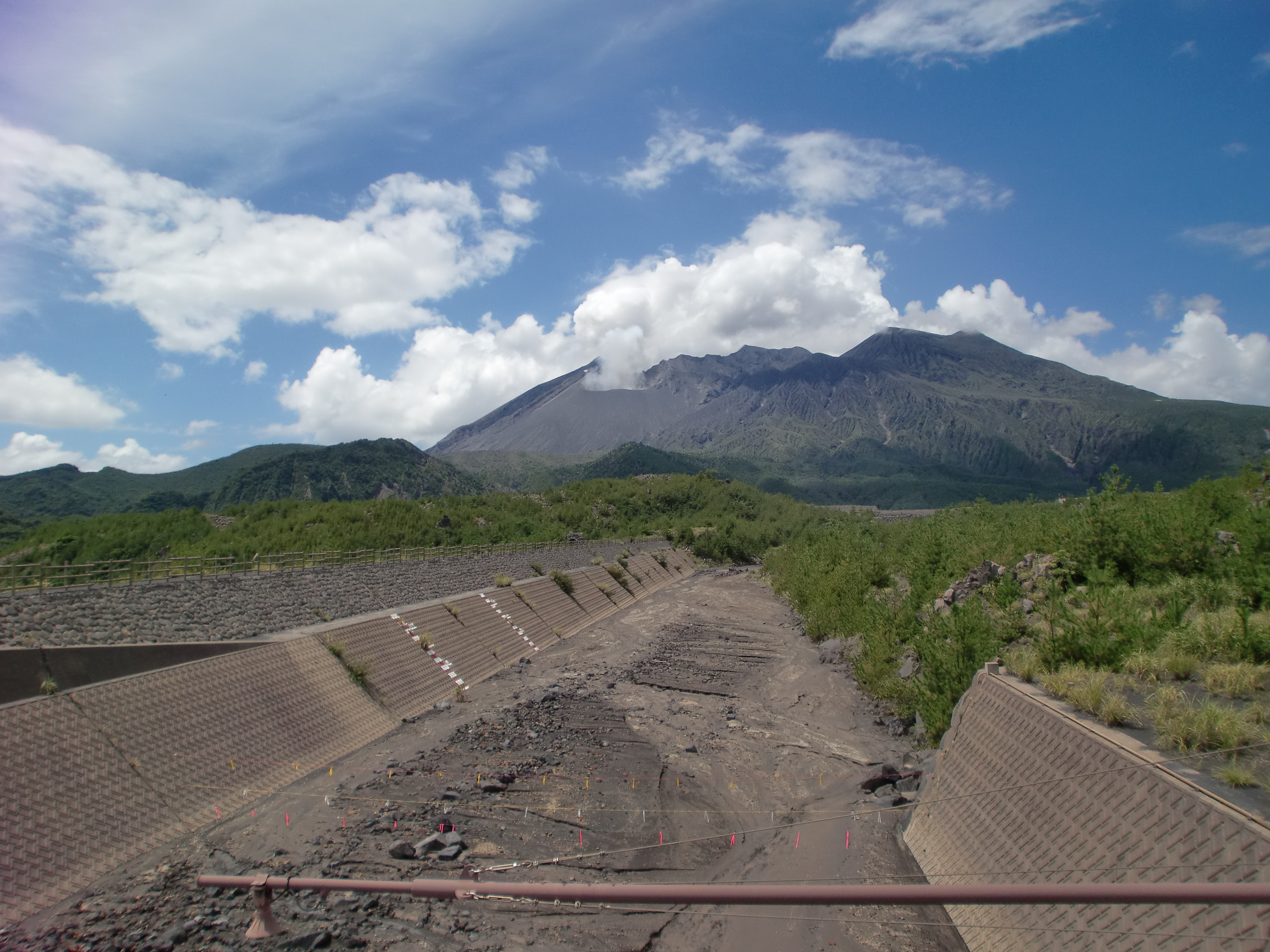
櫻島上處於乾枯狀態的黑神川，遠處冒煙處為昭和火口

櫻島位在鹿兒島灣北部，東側與大隅半島相接，西側隔著鹿兒島灣距離鹿兒島市的主要市區僅約四公里，與鹿兒島市區之間有櫻島渡輪可往返。
整座島嶼東西長約12公里、南北長約10公里、周長約52公里、面積約80平方公里，島上的西北側及西南側沿海有較緩和的平地可供農耕，但由於島上土壤多為火山爆發堆積而成，蓄水能力差，大部分河川平時皆為乾枯狀態；但由於山區堆積了大量火山灰，為避免大雨時大量火山灰被沖下而造成土石流，櫻島的河川大多設有攔砂壩以避免土石災害。
櫻島的主要山岳包括北岳、中岳與南岳，總稱為御岳，在這些山的山腰處有數個寄生火山。

### 御岳
海拔1,117公尺，為櫻島最高峰，山頂有個直徑約500公尺的火山口，在雨天會積水成池。歷史文獻上無此火山口的噴發紀錄，但是在山體東北側有安永大爆發的火山口。
海拔1,060公尺，位於北岳南方約900公尺處，歷史上也無中岳的爆發紀錄，根據地質調查推測是在約1,200年前所形成，也有認為是南岳的寄生火山之一。
南岳
海拔1,040公尺，位於中岳南方約500m公尺處，山頂有直徑約700公尺的火山口，火山口內又有兩個小火山口（被命名為A火口和B火口），火山口內有被稱為「白水」的水池，自1955年以來一直持續有火山爆發活動至今，山頂火山口半徑兩公里內被劃為警戒區域，禁止進入。山體南側山腰有安永大爆發的火山口，東側山腰有昭和爆發的火山口。
寄生火山
- 湯之平（海拔373公尺）[3]：位於北岳西側山腰的火山穹丘，此處設有湯之平展望所，可近眺御岳。
- 春田山（海拔408公尺）：位於湯之平東側的火山穹丘，京都大学在此設有火山觀測設施。
- 権現山（海拔350公尺）：位於南岳東側的火山穹丘。
- 鍋山（海拔359公尺）：位於南岳東側的火山口，南側為大正大爆發的火山口之一。
- 引之平（海拔565公尺）：位於中岳西側的火山穹丘，東北側為大正大爆發的火山口之一。

## 人文

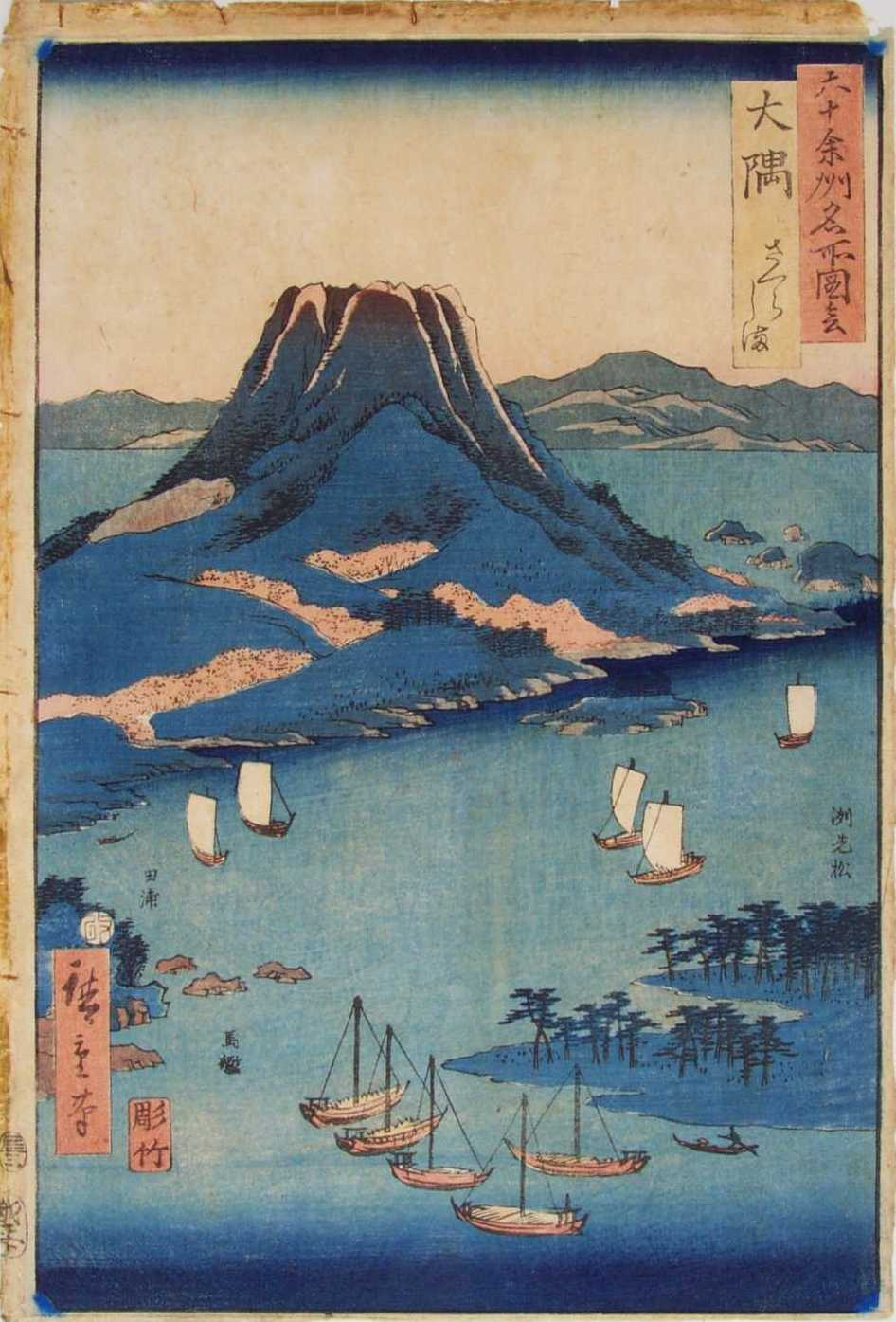
歌川廣重於1853年所繪的『六十余州名所圖會 大隅 櫻島』

櫻島最早在1334年的文獻記載中被稱為「向嶋」，最初的「向嶋」之名是因為在島上可以同時眺望東西南北各個方向；1476年以後除了「向嶋」，也開始使用「櫻島」的名稱，直到1698年薩摩藩才開始統一使用「櫻島」的名稱。
「櫻島」之名的由來有三種說法：
- 島上有祭祀木花開耶姬的神社，因此被稱為「咲耶島」，後發音被簡化為「櫻島」。（『麑藩名勝考』、『三國名勝圖會』）
- 源自10世紀中葉的大隅守櫻島忠信的名字。（『麑藩名勝考』）
- 傳說櫻島是由一片浮在海面上的櫻花樹葉子所變化而來。（『麑藩名勝考』）

1889年日本實施町村制時，島上被劃分為東櫻島村和西櫻島村，1950年東櫻島村被併入鹿兒島市，西櫻島村同時改制並改名為櫻島町，直到2004年櫻島町也被併入鹿兒島市，從此全櫻島皆屬鹿兒島市的轄區。
在明治時代以前，島上最多曾有超過兩萬人居住，但受到大正大爆發的影響，島上人口驟減至9,000人不到，而後人口持續減少，1985年約8,500人、2000年約6,300人、到2010年時人口只剩5,600人。
島上土壤幾乎都是火山活動堆積而成，適合的農作有限，島上的農特產品包括被金氏世界紀錄大全列為世界最大蘿蔔的「櫻島蘿蔔」和世界最小柑橘的「櫻島小蜜柑」。
由於島上長期有火山灰，市政府發給每個家庭「克灰袋」，讓各家可將清出的火山灰裝入，並由市政府回收；此外，因為風向會影響火山灰落塵的方向，自1983年起，鹿兒島氣象單位也開始提供櫻島上空風向資料。
鹿儿岛出身的歌手长渊刚于2003年发行的专辑中即有一首曲目名為《樱岛》，2004年更直接在樱岛上的一个采石场举行了通宵演唱会“长渊刚 ALL NIGHT LOVE IN 樱岛 04.8.21”，並發行現場專輯，該場演唱會吸引了約75,000名观众参加，舉行演唱会的場地後來成為「赤水展望廣場」，該地也建立了一座长渊刚高举吉他嘶吼的雕塑。

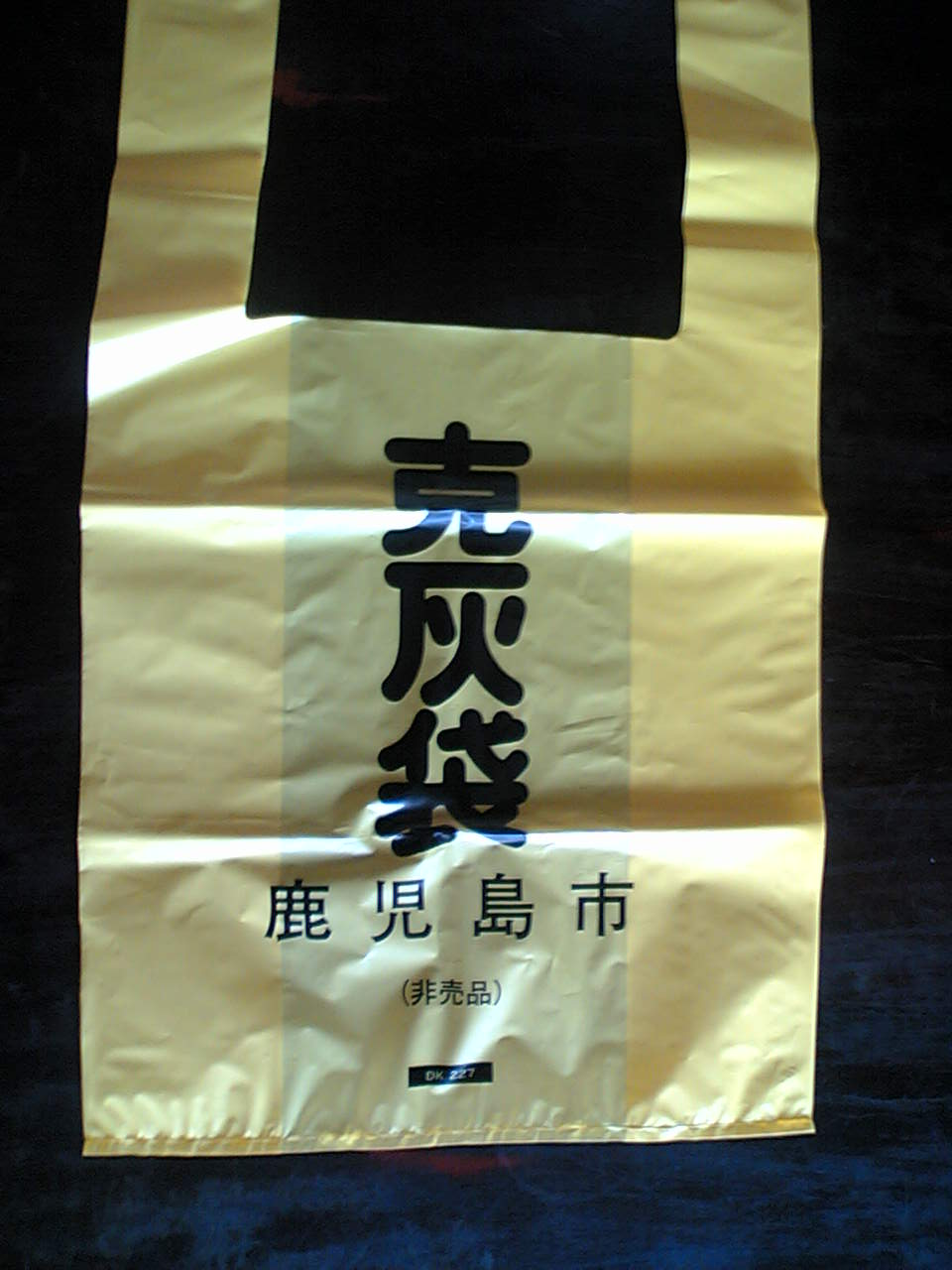
克灰袋
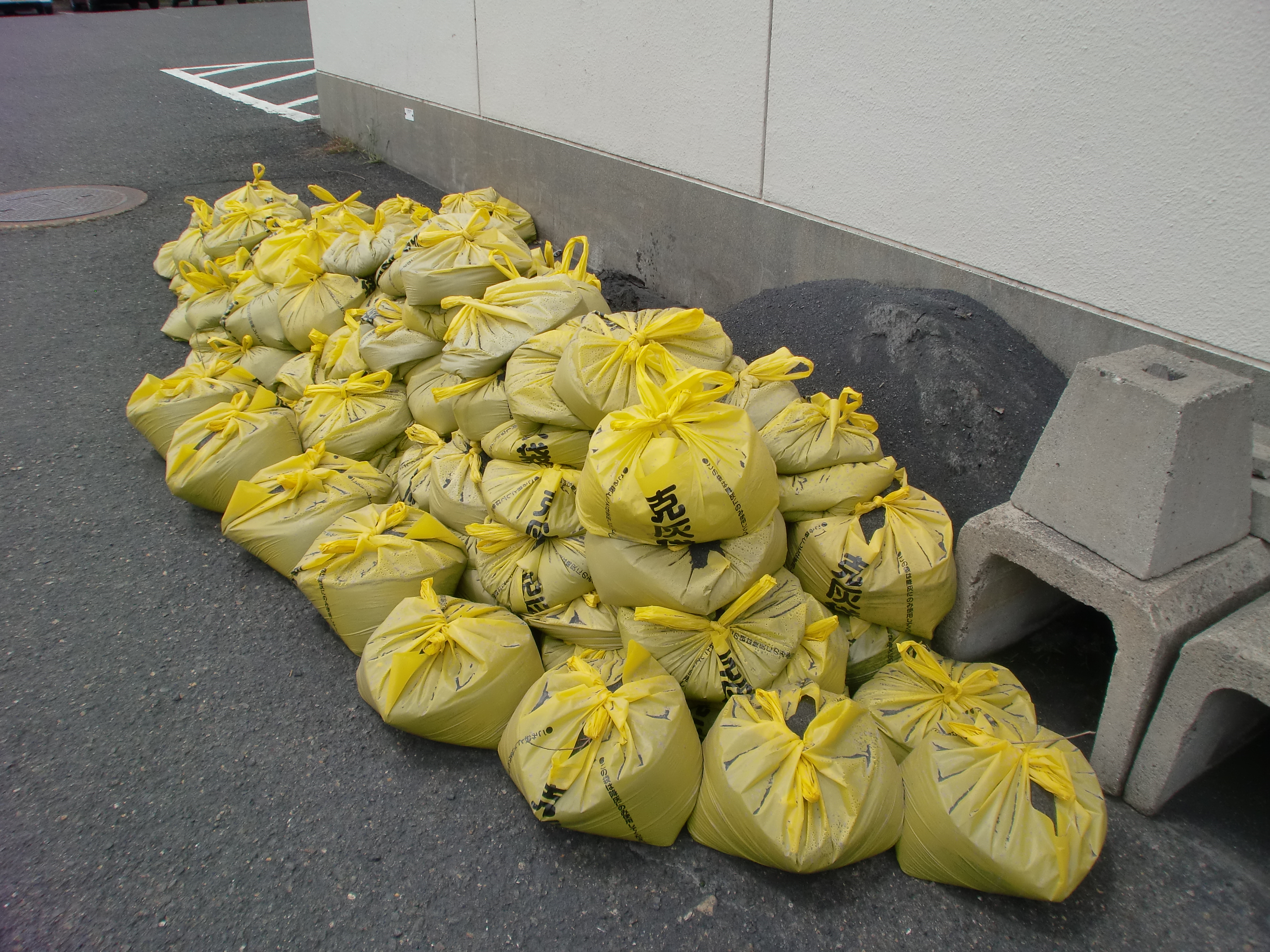
裝了火山灰的克灰袋
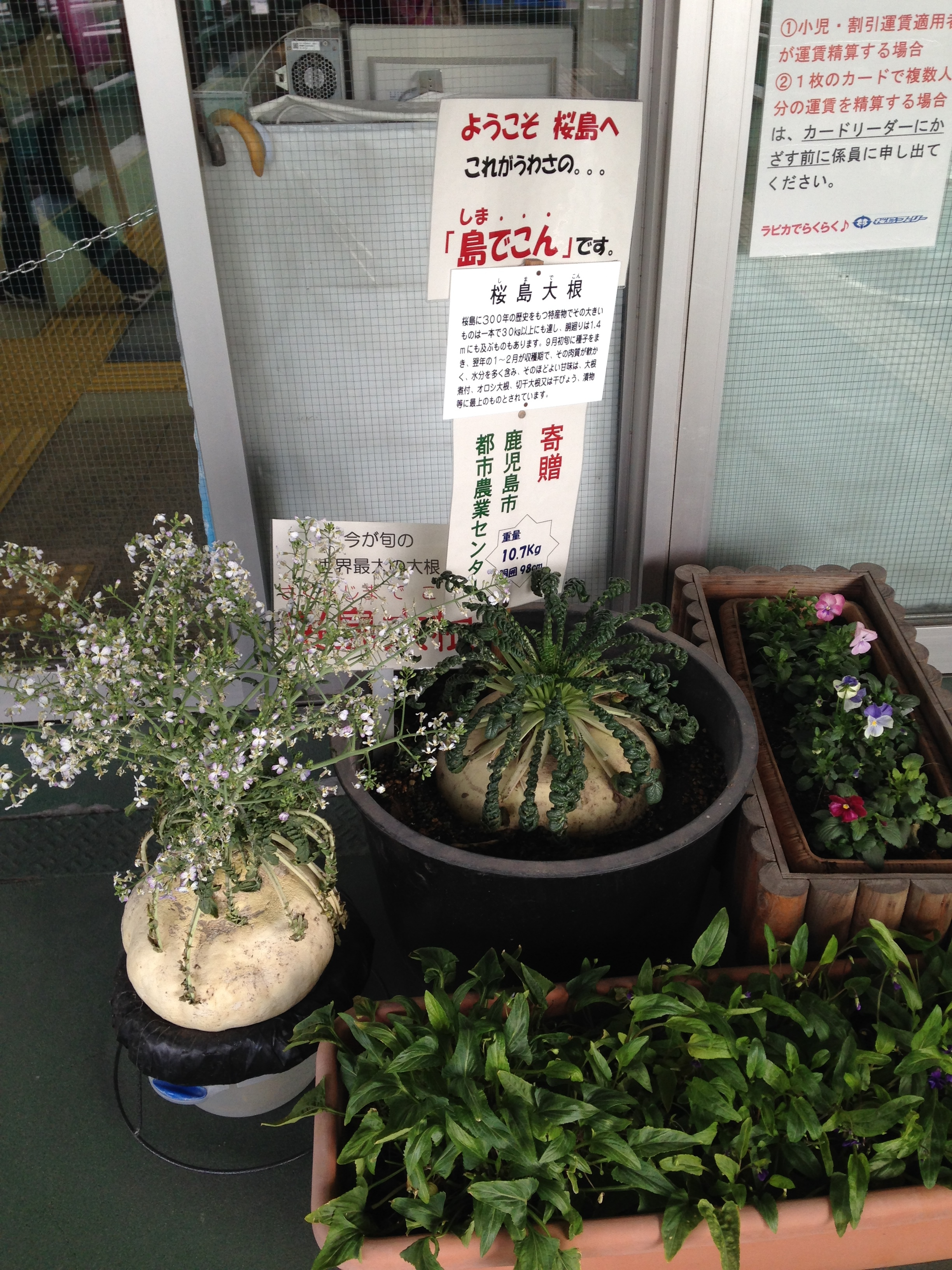
櫻島蘿蔔

### 聚落

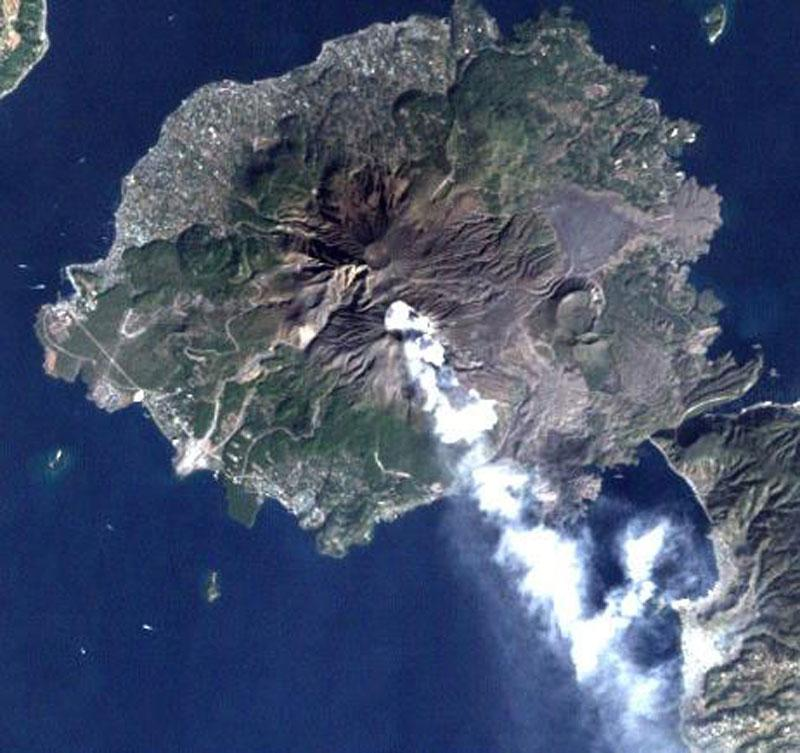
櫻島衛星空照圖

櫻島上的地名

島上主要聚落包括：
赤水
位於西南部區域，全部區域在大正大爆發時曾被熔岩覆蓋。在19世紀中西南戰爭時曾經成為鹿兒島縣臨時縣政府所在地。
横山
位於西部區域，在江戶時代設有櫻島鄉，在大正大爆發之前是西櫻島村的行政中心。
小池
位於西部區域，在大正大爆發時全部區域曾被熔岩所淹沒。
赤生原
位於西北部區域。
武
位於西北部區域，周邊有因火山性土石流所形成的火山扇状地形。
藤野
位於北部區域，在大正大爆發後，由於原西櫻島村行政中心所在的横山地區遭到熔岩淹沒後，村公所改設於此，此後成為西櫻島村及改制後的櫻島町行政中心，現在鹿兒島市政府櫻島支所也設於此地。
西道
位於北部區域。
松浦
位於北部區域。
二俣
位於北部區域。
白濱
位於北部區域，有白濱溫泉。
高免
位於東北部區域，有安永熔岩所形成的海岬。
黑神
位於東部區域，以黑神神社被昭和熔岩埋沒的鳥居而聞名。
瀨戶
位於東部區域，臨瀨戶海峽與大隅半島相隔，此地原有幕府末期由島津齊彬所設置的造船所，但已被大正熔岩所埋没。
櫻島口
位於櫻島東南部，為櫻島與大隅半島相接處，地峽最窄處僅800公尺，為鹿兒島市黑神地區與垂水市早崎地區的交界。沿大隅半島海岸的國道220號及櫻島南部的國道224號、櫻島北部鹿兒島縣道26號在此交會。
脇
位於有村東側的聚落，被大正大爆發的熔岩所掩埋。
有村
位於櫻島南部，在大正爆發前曾是東櫻島村的行政中心。
古里
位於櫻島南部，以位於海邊的露天溫泉古里溫泉而聞名。
東櫻島
位於櫻島南部，過去原名為「湯之」，在大正大爆發後成為東櫻島村的行政中心，在東櫻島村併入鹿兒島市後改名為「東櫻島」。現鹿兒島市政府東櫻島支所設於此。
持木
位於櫻島西南部。
野尻
位於櫻島西南部。

## 歷史

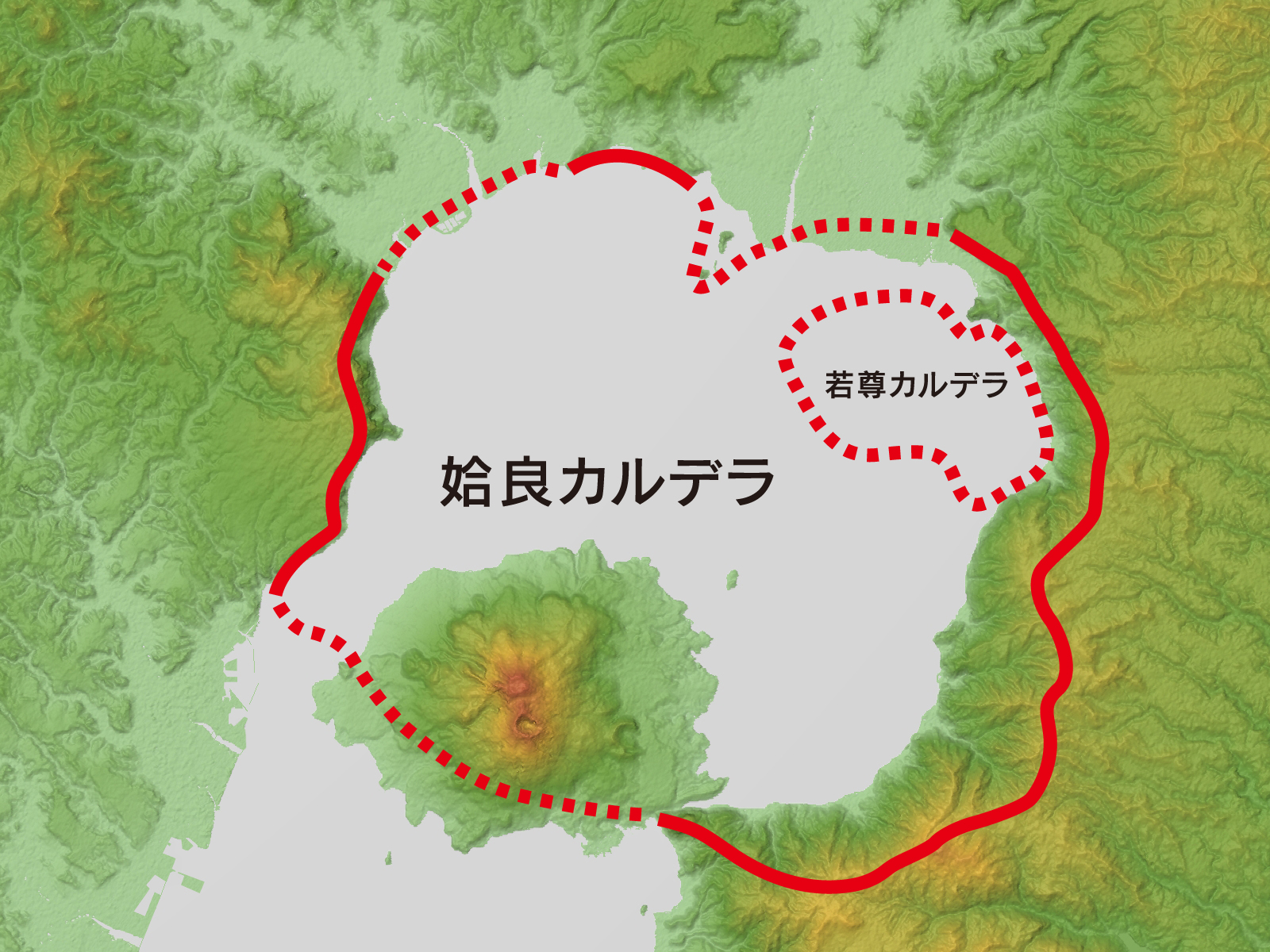
櫻島與姶良火山臼位置關係圖

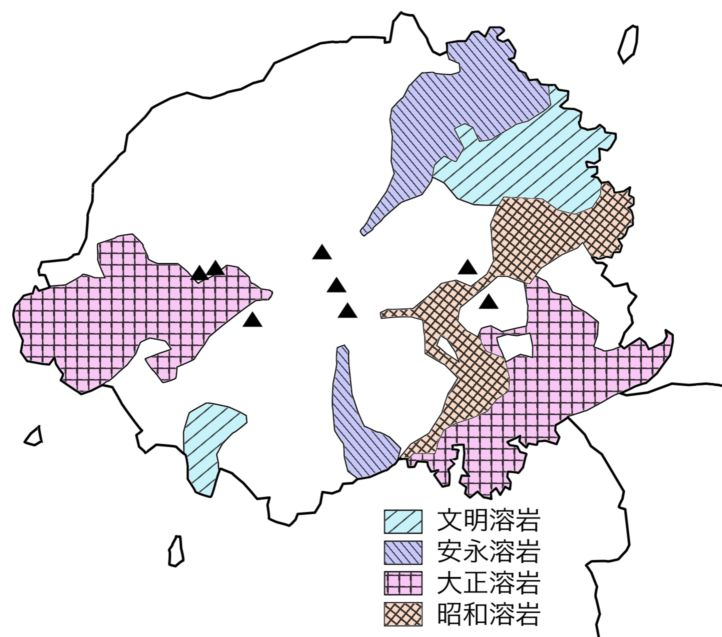
櫻島歷次爆發產生的熔岩分布圖

在櫻島西部橫山地區的城山為古時形成的台地，為櫻島最初的陸地區域，而櫻島其餘地區則為火山活動所形成。
在約2萬9千年前，姶良火山臼形成時，產生了現在的鹿兒島灣的範圍，約2萬6千年前開始，位於海底的火山的開始持續地流出熔岩，直到約1萬3千年前，現在的北岳開始露出海面，並逐漸擴大成為現在的櫻島；在約4,500年前開始，櫻島的火山活動開始改以南岳為主。
至今的歷史文獻中，記錄到櫻島的爆發次數已超過30次，最早在西元8世紀時，『薩藩地理拾遺集』（708年）、『薩藩名勝考』（716年）、『神代皇帝記』（717年）、『麑藩名勝考』、『三國名勝圖會』（718年）記錄了大量關於櫻島形成的火山活動紀錄，此後至15世紀期間，歷史上雖無櫻島相關的火山活動紀錄，但根據地質調查，這段期間櫻島火山櫻仍有持續活動。
有文獻記載的紀錄中，以15世紀文明年間、18世紀安永年間以及20世紀大正年間這三次的爆發規模較大。

### 文明大爆發
1468年櫻島一度爆發並造成災情，3年後的1471年9月12日，櫻島再度發生大規模爆發，由北岳東北山腰處流出熔岩，並造成多人死傷。此後櫻島持續發生大規模爆發多年，在1473年仍有爆發紀錄，1475年8月15日、1476年9月12日在櫻島西南部也發生爆發並有熔岩流出，同時也形成沖小島及烏島兩座小島。

### 安永大爆發
1779年11月7日傍晚發生多次地震後，隔日11月8日上午出現井水沸騰、海面變色的現象，中午時在南岳山頂出現白煙後不久，櫻島的南部出現大規模爆發，接著櫻島東北部也發生爆發，傍晚時，南側火山口附近開始有火山碎屑流流下，而噴出飛石及火山灰則持續到隔日早晨，遠在長崎及江戶都有出現火山灰落下的紀錄。11月9日，北岳東北側山腰及南岳南側山腰開始有熔岩流出，並於11月10日流至海岸。
隔年1780年8月6日在櫻島東北海域也開始發生海底火山爆發，並在1781年4月11日的海底火山爆發造成海嘯。這連串的海底火山活動在櫻島東北部形成了燃島、硫磺島、猪之子島、中之島等六座火山島，當時被命名為安永諸島。之後，部分島嶼沉入水中，部分島嶼相連起來，最終僅有新島及較小的硫磺島、中之島留存至現在，而新島在1800年開始有人移至島上居住。
安永大爆發後，在鹿兒島灣北部沿海出現海水水位上升1.5公尺至1.8公尺的紀錄，考證後判斷可能是爆發造成地盤沉降所造成。而此次連串火山爆發噴出的熔岩推測有1.7立方公里、飛石約0.4立方公里。在薩摩藩的報告中，有153人死亡，農業損失合計2萬3千石以上。
在幕府末期，薩摩藩曾在櫻島東部的瀨戶設立造船所，日本第一艘自力建造的蒸汽船「雲行丸」建於此地。1863年發生的薩英戰爭時，薩摩藩也曾在島上西側興建砲台。

### 大正大爆發
櫻島在1914年（大正3年）1月12日發生一次大規模噴發，該次火山爆發指數是VEI4，造成58人死亡，112人受傷。

### 昭和爆發
大正大爆發緩和之後，櫻島維持了約20年較穩定的狀態，直到1935年9月，在南岳東側山腰產生了新的火山口，小規模的爆發約維持了一個月。1939年10月再於鍋山上方約海拔800公尺處形成了一個火山口，並有小規模的火山碎屑流出現。
1946年1月出現頻繁的爆發，同年3月9日火山口再次有熔岩流出。3月11日夜間持續的爆發中，在對岸的加治木町及國分町（現在的霧島市國分地區）有觀察到火柱的現象。此次的爆發產生的火山灰在牛根村（現在的垂水市牛根地區）造成了三公分厚的降灰。此次流出的熔岩在鍋山被分為南北兩路流下，北側的熔岩淹沒了黑神地區的聚落，於4月5日流至海岸；南側的熔岩經過有村地區，於5月21日抵達海岸。此次爆發於同年11月停止，共造成1人死亡，估計爆發出的物體達0.1立方公里。

### 1955年至2006年期間（南岳山頂火山口活躍期）

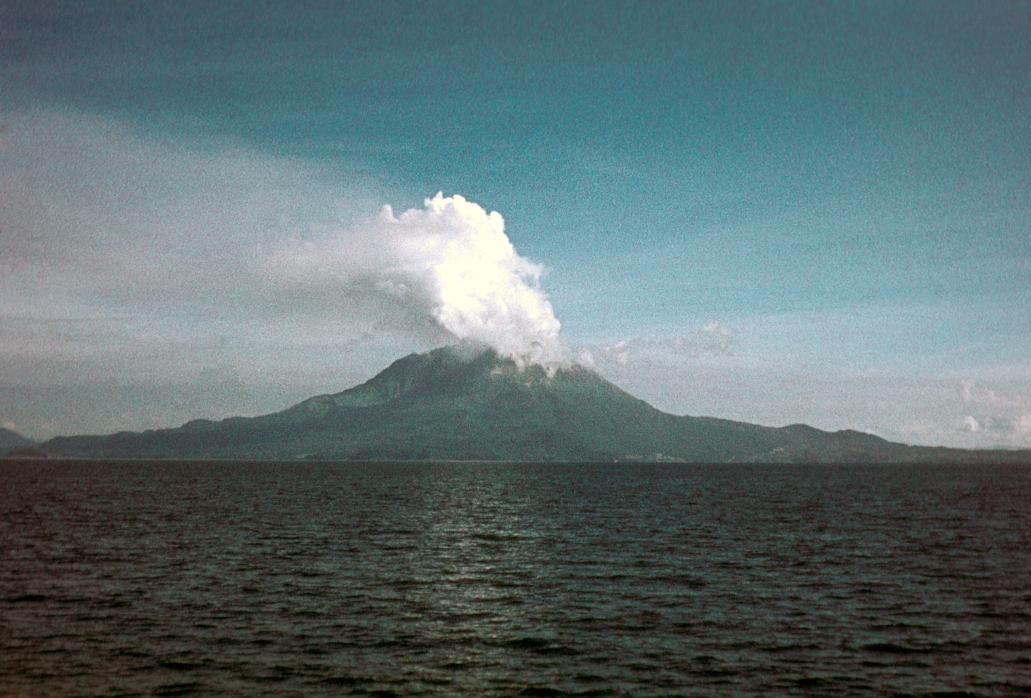
1974年爆發的噴煙

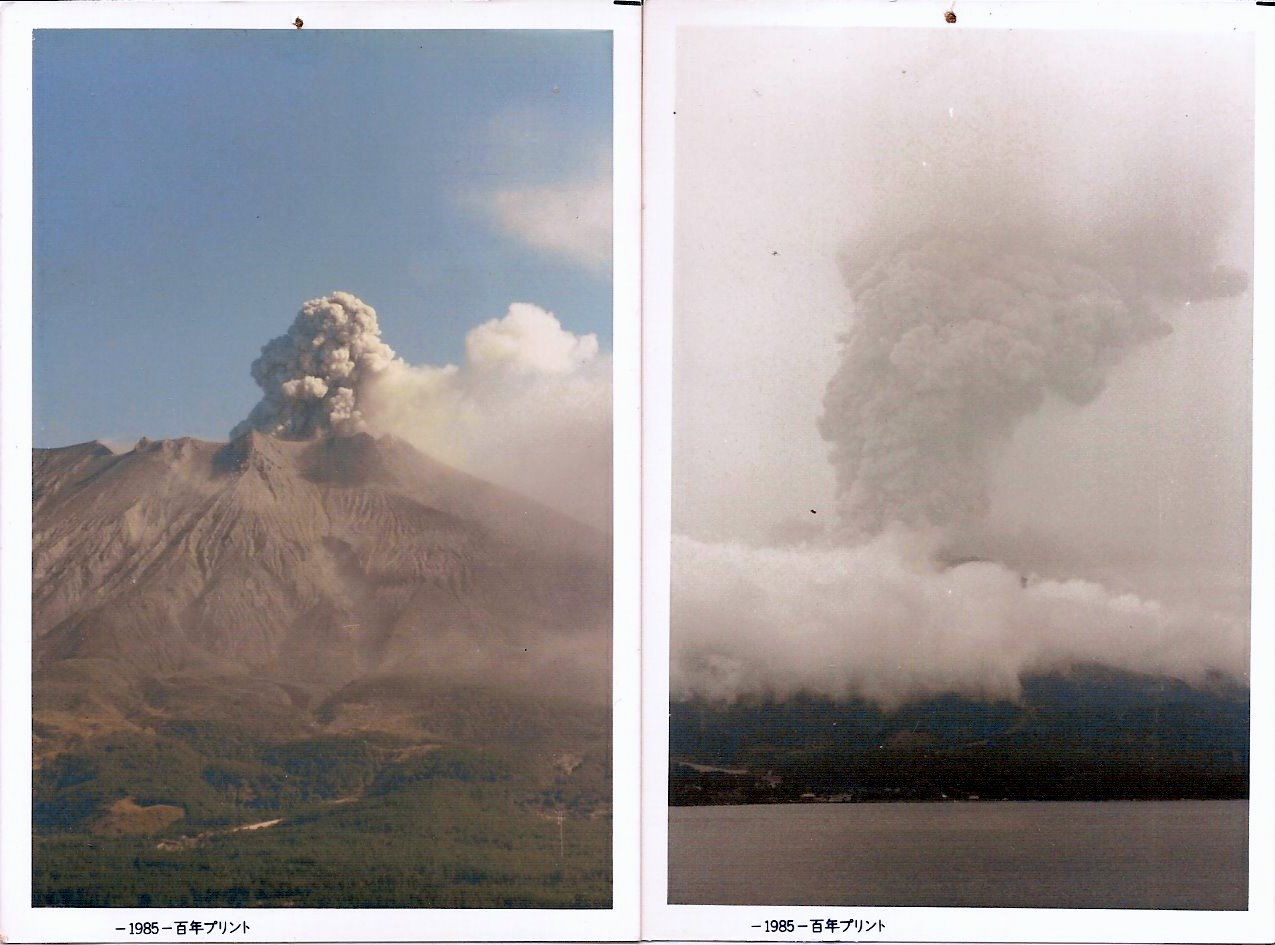
1985年的爆發

1954年12月底開始，火山性地震的發生頻率開始增加，1955年10月13日南岳山頂的火山口爆發，噴出大量飛石，造成1人死亡，此後南岳山頂被列為管制區域禁止進入。1960年櫻島火山觀測所成立。
1960年代中爆發次數較為減少，但在1967年8月的爆發中也有出現噴火及火山碎屑流。1970年代的火山活動再次開始活躍，1972年南岳山頂再次出現爆發噴火，飛出的高溫飛石也造成周邊地區森林火災，為此日本政府在1973年制定了活動火山對策特別措置法，針對避難施設的興建、農林漁業災損的補助、降灰清除工作、土石流預防、火山觀測研究制定了一連串的措施。
1973年以後，櫻島維持每年數十次到數百次的爆發頻率，1974年5月、1976年11月、1979年11月都曾出現噴火伴隨火山碎屑流的爆發。
1985年全年合計觀測到474次的爆發紀錄，當年櫻島上的火山灰總落塵量達到每平方米16公斤，爆發產生的音爆也造成多戶民宅玻璃破損，而火山飛石也擊毀多輛車輛玻璃。鹿兒島市區也出現輸電線路因火山灰而短路造成停電，該年火山灰造成的農業損害達到日幣72億圓。1986年11月23日古里地區的旅館曾被直徑約2公尺、重量約5噸的飛石擊中，造成六人受傷。
1990年以後，櫻島火山的爆發次數開始減少，在2003年至2006年期間每年爆發次數僅十幾次。

### 2006年以後（昭和火山口活躍期）
2006年6月4日在昭和火山口附近出現小規模爆發，此後櫻島的爆發轉以昭和火山口為主。2009年以後火山爆發次數開始增加2009年達548次、2010年896次、2011年996次、2012年885次，為櫻島火山紀錄中爆發次數最多的四年，在2011年9月，也曾創下單月爆發141次的紀錄；也因頻繁爆發的影響，在2012年時的昭和火山口面積已為2006年時的2.5倍大。2007年起日本氣象廳開始導入火山噴發預警級別機制，此後櫻島的火山噴發預警級別一直維持在等級二和等級三之間變動。
2013年8月18日昭和山口發稱噴煙高度達5,000米的爆發，為2006年以來的最高紀錄，此次爆發並出現1公里長的火山碎屑流。此後數年櫻島多次發生噴煙高度超過1,000公尺的爆發。

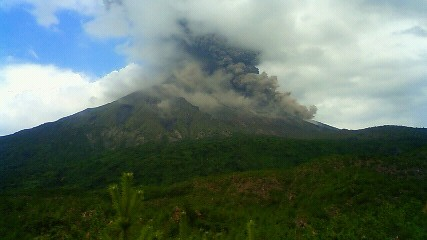
2006年的爆發
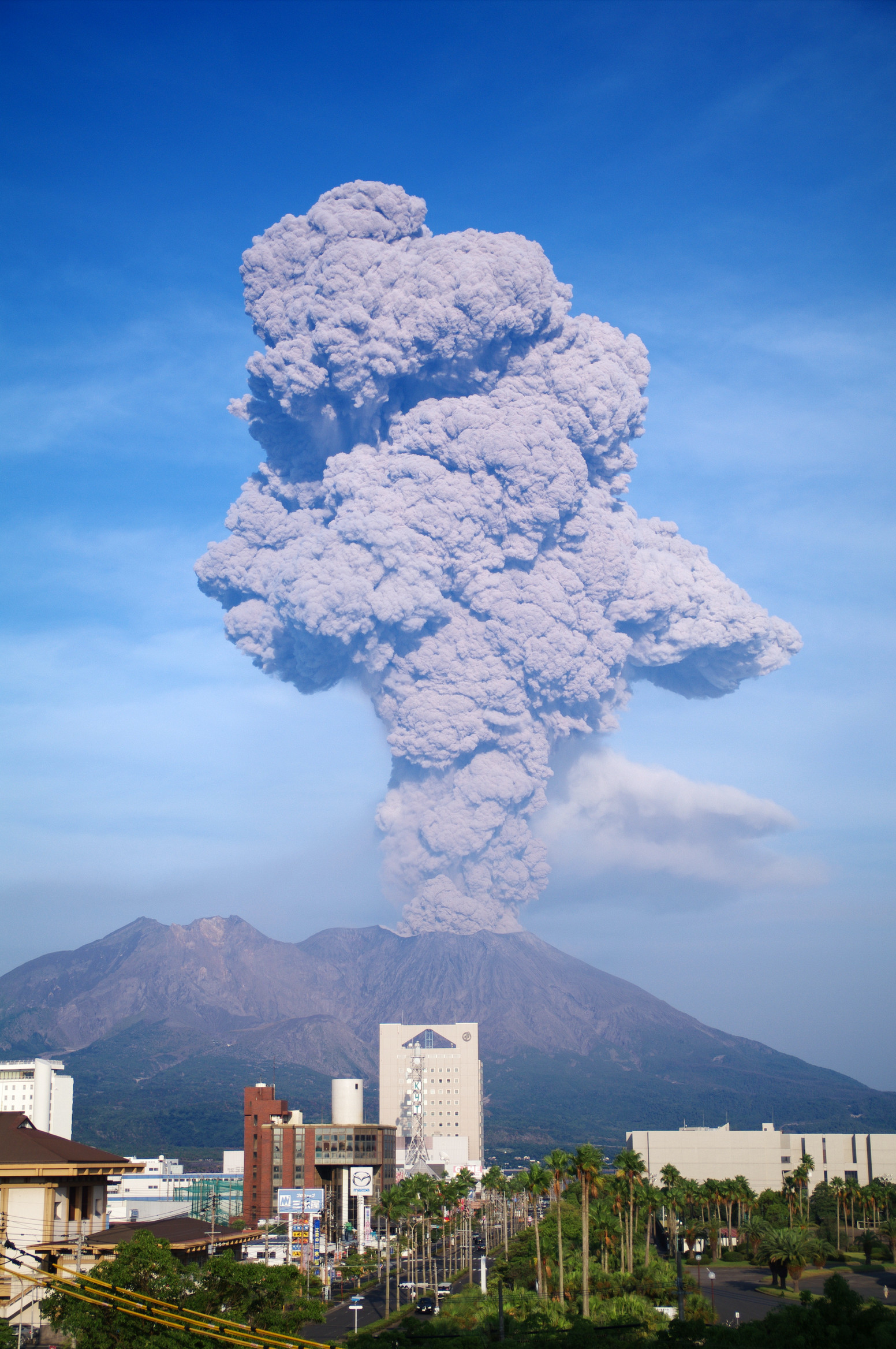
2009年南岳爆發的噴煙
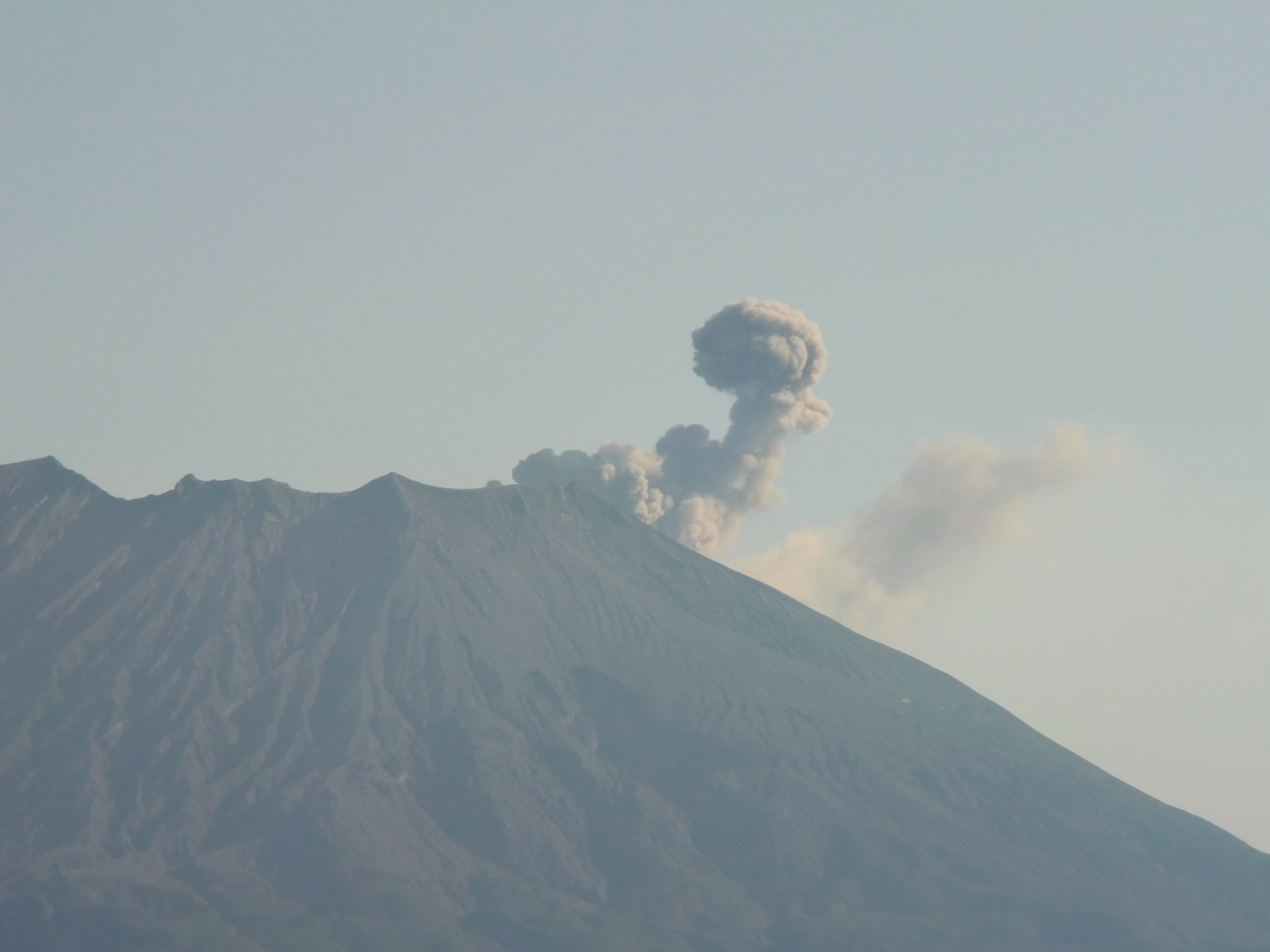
2010年的小規模爆發
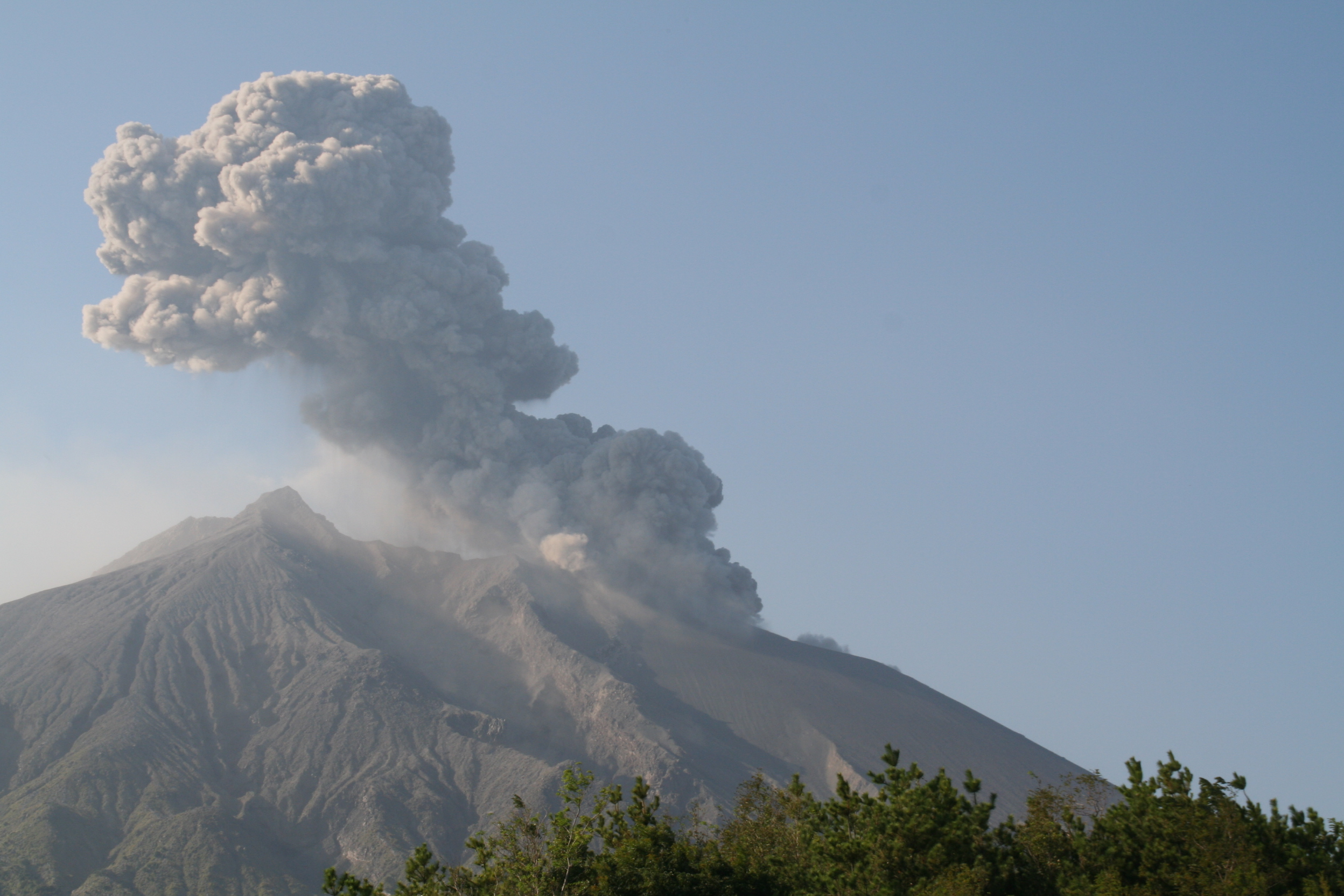
2013年的爆發

2014年12月8日13點44分昭和火山口爆發的連續攝影畫面（攝於有村熔岩展望所）
在2015年8月15日上午觀測到火山性地震超過800次，部分達到震度2，因此日本氣象廳首次將火山噴發預警級別提升至第4級的「避难准备」狀態，要求位於昭和火山口、南岳山頂火山口周邊3公里內的有村町、古里町的51戶、共計77位居民做好避難準備。但火山活動並未持續增加，在9月1日火山噴發預警級別降低至等級3的「入山管制」狀態，11月25日再進一步降至等級2的「火山口周邊管制」狀態。
2016年2月5日昭和火山口再度發生噴煙高度達2,200公尺的爆發，櫻島的火山噴發預警級別再度提升至等級3的「入山管制」狀態。此後長達五年期間雖無較大規模爆發，但零星之小規模爆發仍持續發生，直到2021年4月25日及2022年1月28日才再次出現烟尘高度超過3,000米高度之較大型爆發。
2022年7月24日樱岛南岳山顶火山口发生的喷发出現被噴飛至2.5公里外的大型飛石，日本氣象廳為避免火山噴出的飛石對居民造成傷害，因此將火山口三公里內區域的火山噴發預警級別提升至等級5的「避難」，鹿兒島市政府也因此要求居住在該區域內的51名居民疏散，也是櫻島在實施火山噴發預警級別後，首次發布等級5的預警級別；不過僅三天後，日本氣象廳即將級別降回等級3。
2024年10月18日凌晨1时21分左右，樱岛南岳山顶火山口发生爆炸性喷发，高度达到火山口上方4000米处。

## 交通

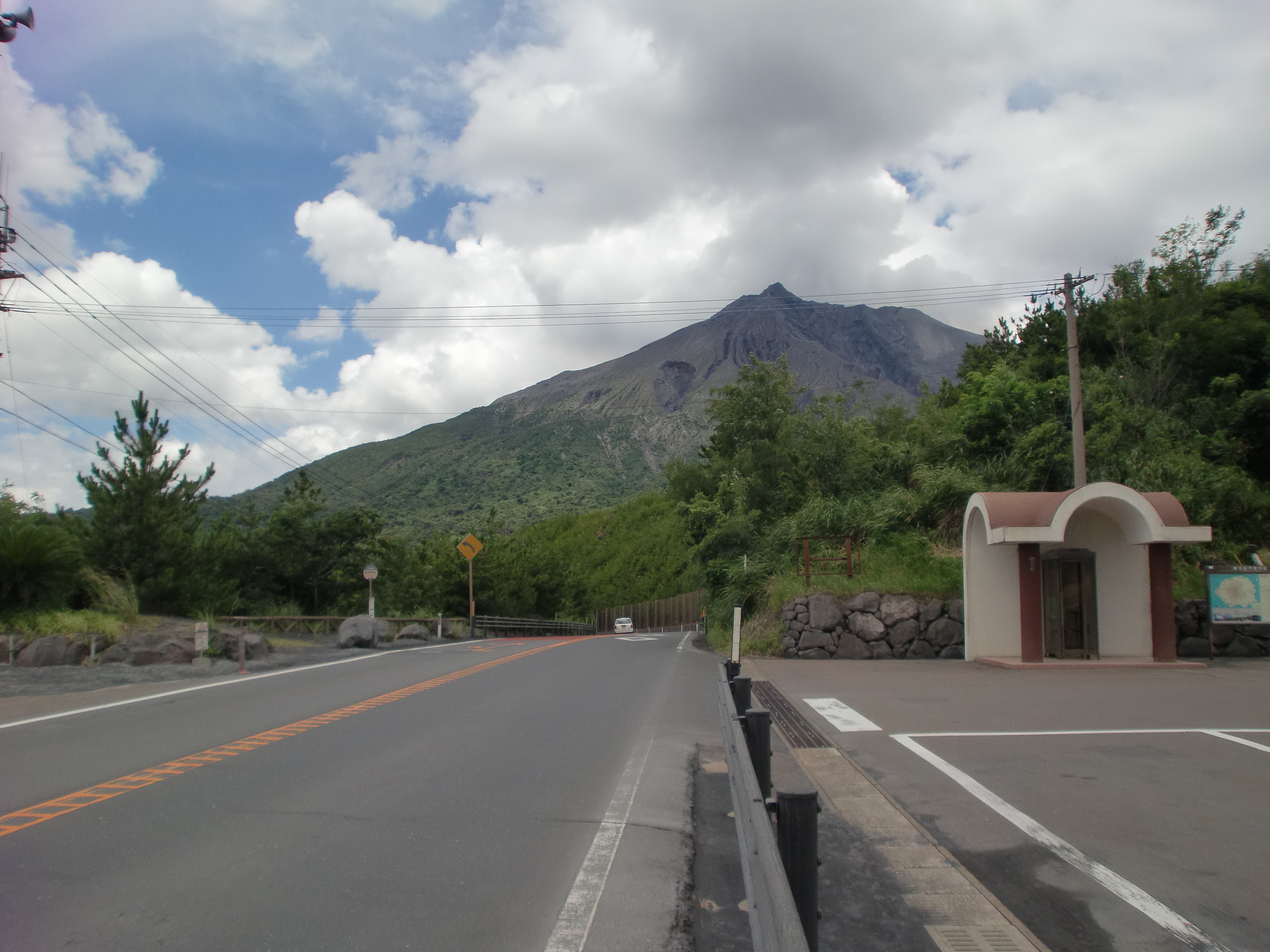
國道224號於有村熔岩展望所眺望南岳

櫻島與鹿兒島市區的交通往來依靠24小時營運的鹿兒島市營櫻島渡輪，與大隅半島側的垂水市及霧島市則是以大隅交通網路所經營的路線公車。島內的客運除了大隅交通網路外，鹿兒島市交通局經營的鹿兒島市營巴士在島上也有經營客運路線。
在2000年時曾經有提出興建櫻島大橋來連結櫻島及鹿兒島市區的構想，但並未有後續進度。島上公路則以沿著南部沿海的國道224號及北部沿海的鹿兒島縣道26號櫻島港黑神線兩條公路環繞櫻島一圈。

## 櫻島景觀

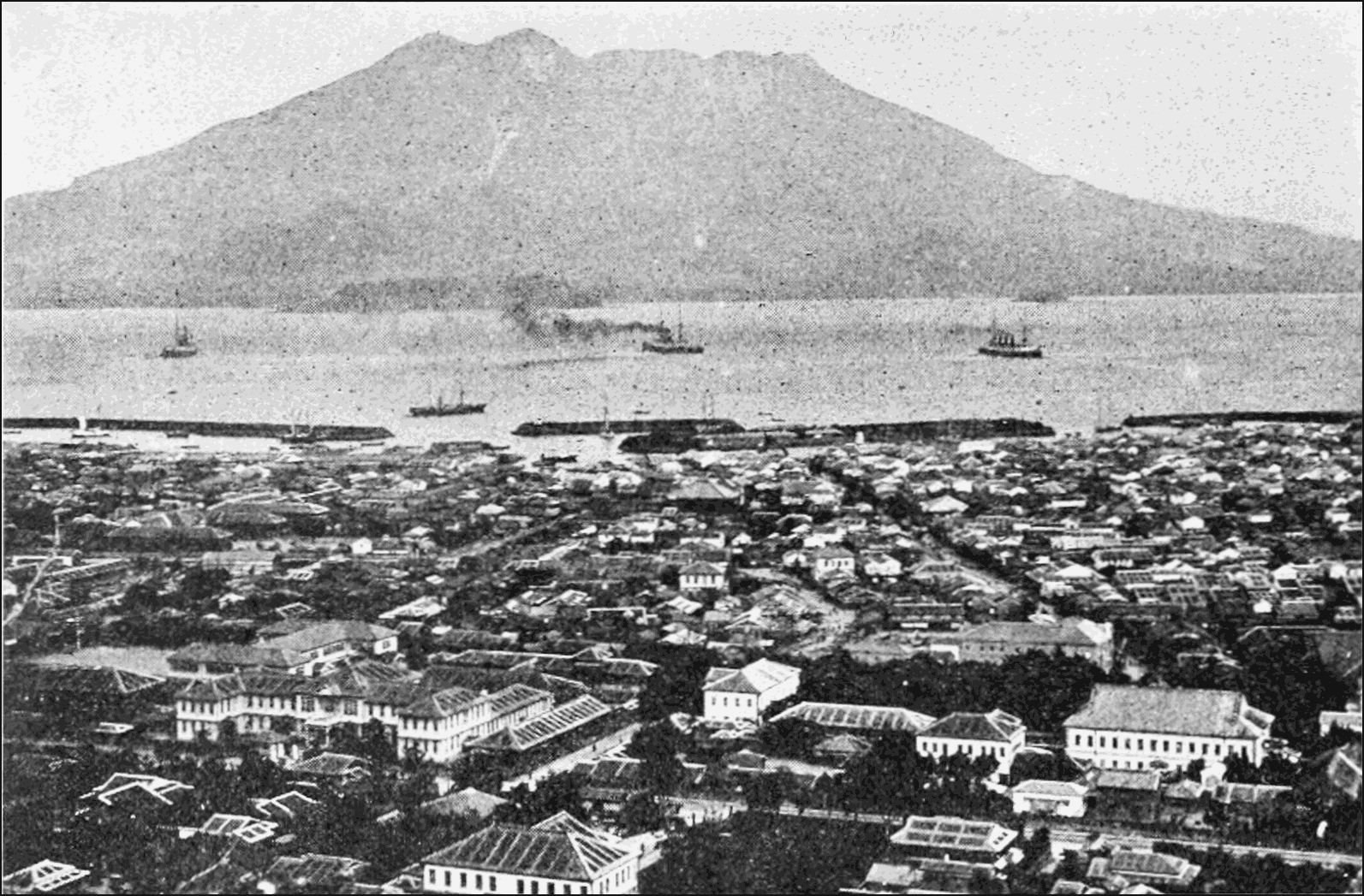
1907年從城山所看到的櫻島及鹿兒島市區
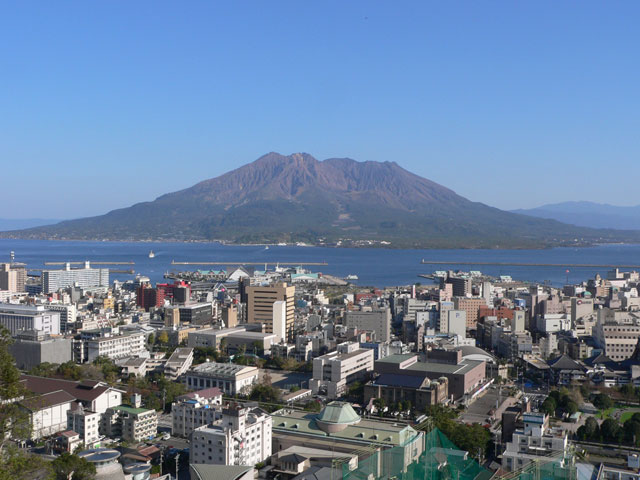
2004年 從城山所看到的櫻島及鹿兒島市區
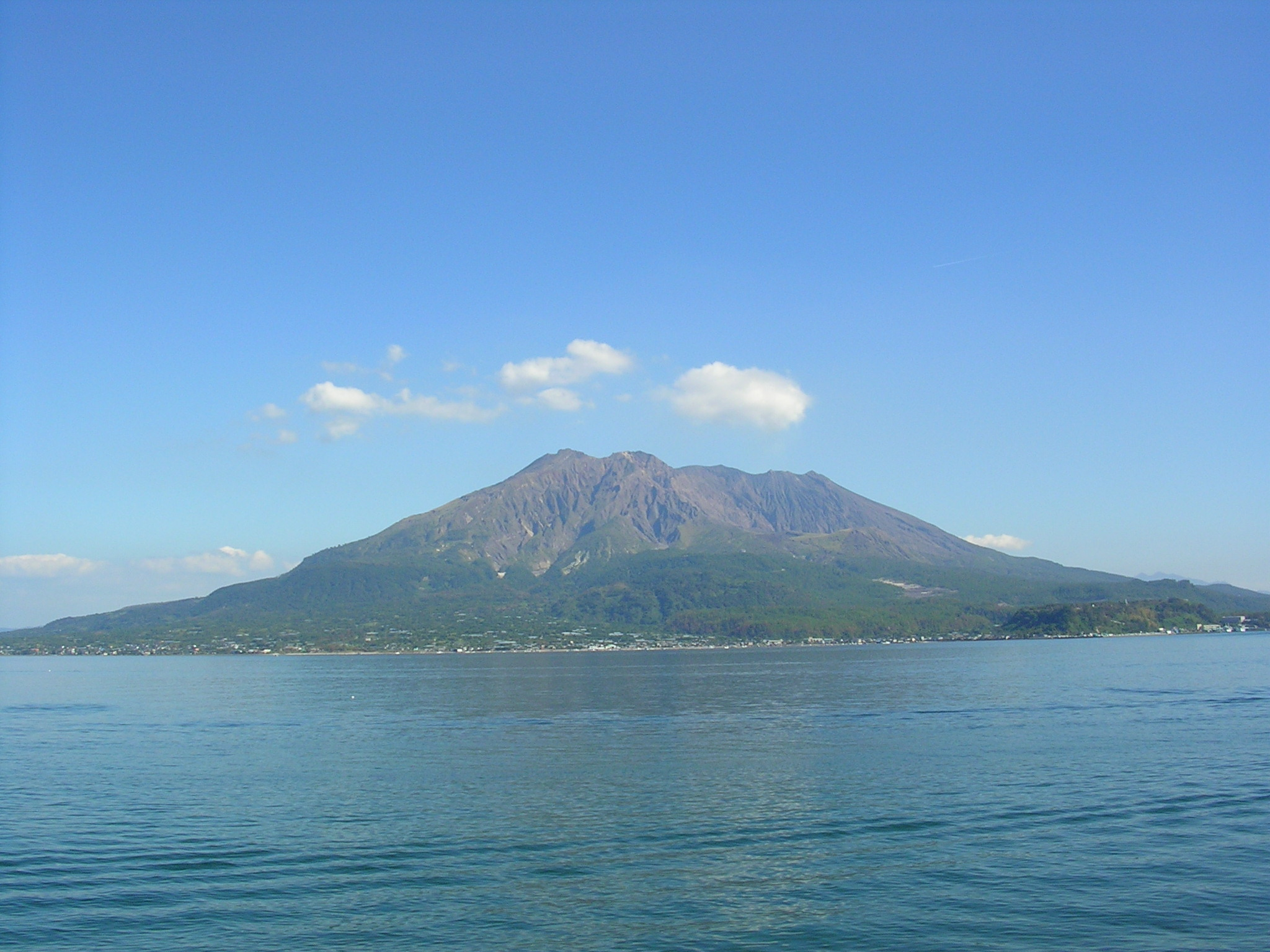
2004年的櫻島
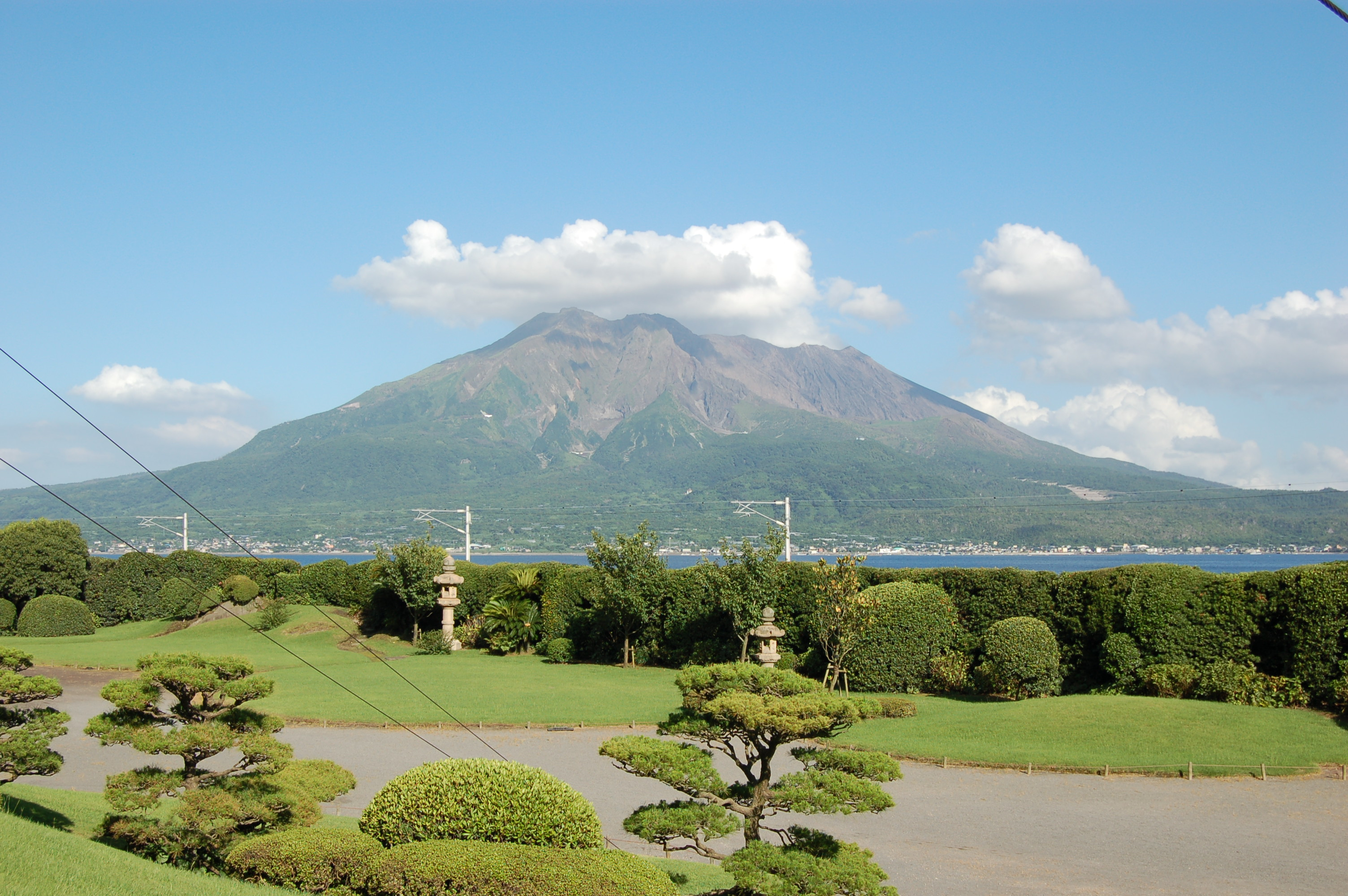
2008年 從仙巖園所看見的櫻島
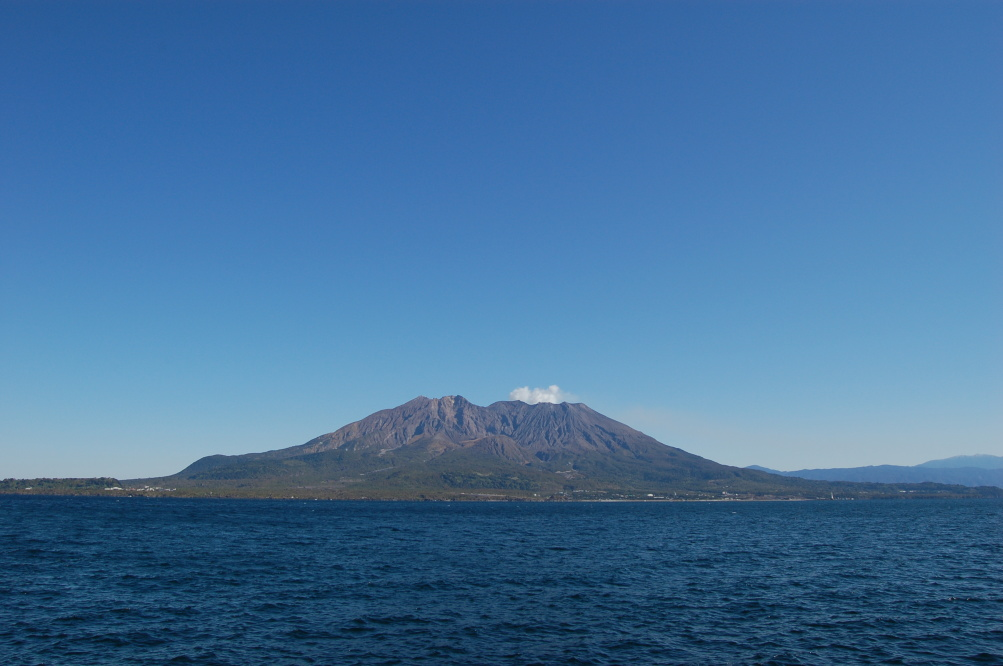
2008年 冬季所拍攝的櫻島
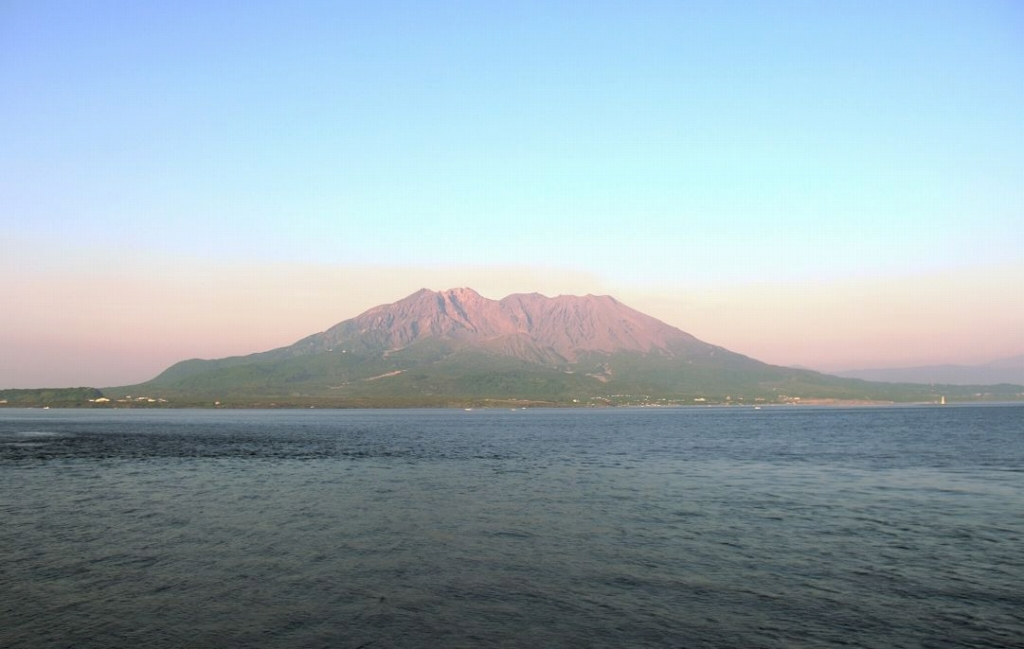
2009年 平靜狀態的櫻島
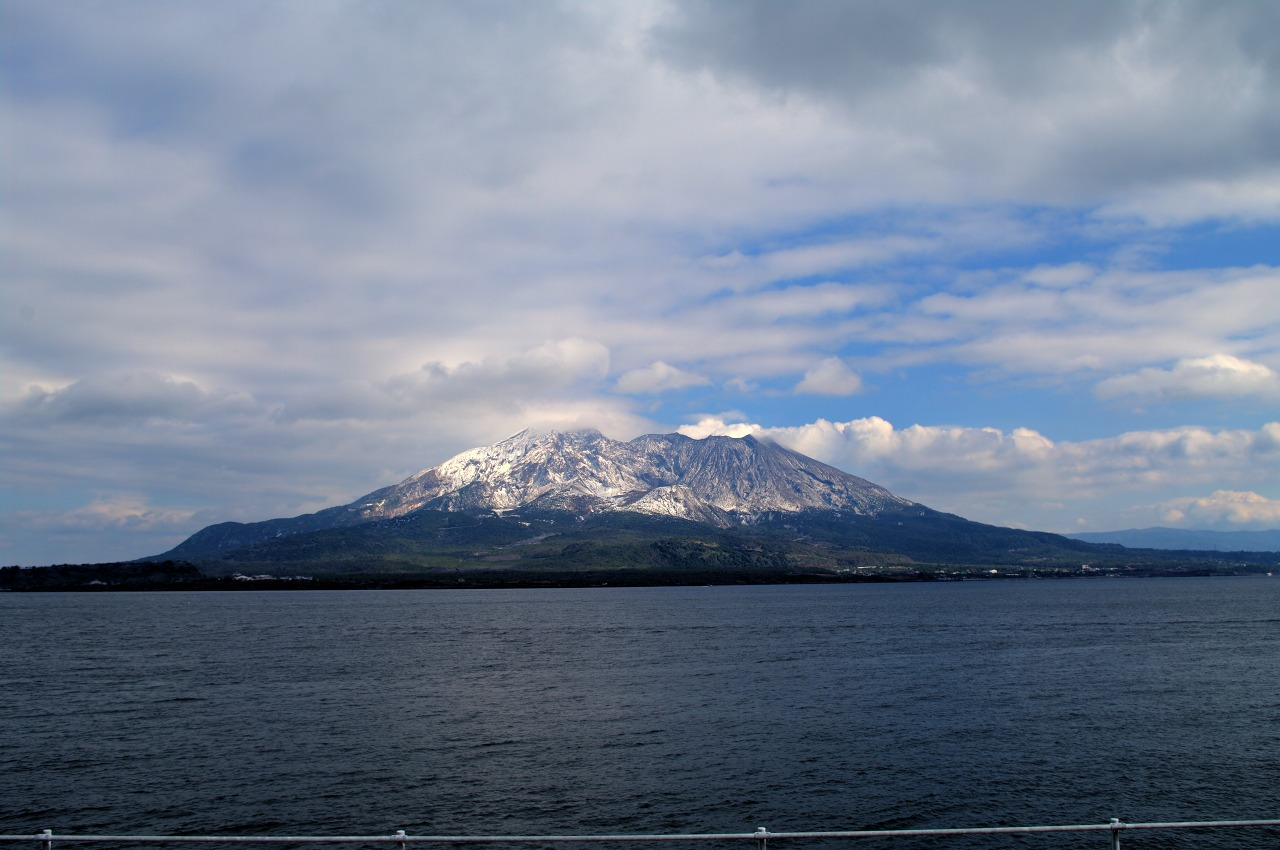
2010年 被積雪所覆蓋的櫻島
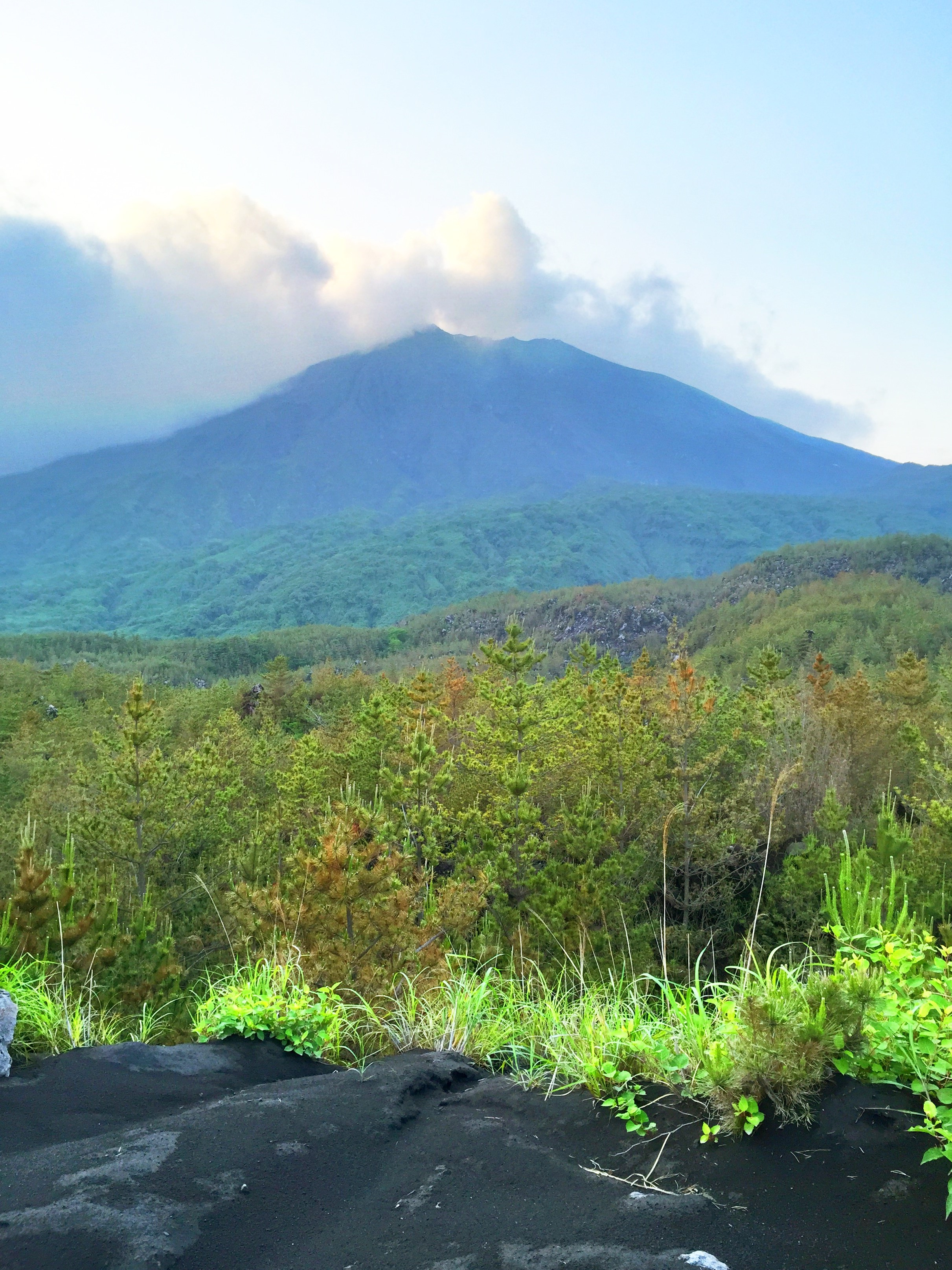
2015年 從有村熔岩展望所看到的南岳

## 外部連結
- 桜島 （页面存档备份，存于） - 気象庁
- 桜島の火山観測データ （页面存档备份，存于） 気象庁
  - 桜島の臨時及び過去の詳細月別火山概況・火山活動解説資料 （页面存档备份，存于） 気象庁
  - 桜島の最近（２ヶ月間）の日別地震及び爆発的噴火回数表 （页面存档备份，存于） 気象庁
- 日本活火山総覧(第4版)Web掲載版 桜島PDF - 気象庁
- 日本の火山 桜島 （页面存档备份，存于） - 産業技術総合研究所 地質調査総合センター
- 桜島大正噴火100周年記念誌 （页面存档备份，存于） - 鹿児島県
- . kotobank （日语）.
- 防災
  - 島広域火山防災マップPDF - 防災科学技術研究所
  - 桜島火山ハザードマップPDF - 垂水市
  - 桜島火山ハザードマップ （页面存档备份，存于） - 鹿児島市
  - 大隅河川国道事務所 （页面存档备份，存于） - 国土交通省九州地方整備局
- 観光
  - 桜島観光ポータルサイト みんなの桜島 （页面存档备份，存于）
    - 桜島ビジターセンター （页面存档备份，存于） - 「みんなの桜島」内